# Belvis de la Jara (ort i Spanien)
Belvis de la Jara är en ort i Spanien.   Den ligger i provinsen Toledo och regionen Kastilien-La Mancha, i den centrala delen av landet, 130 km sydväst om huvudstaden Madrid. Belvis de la Jara ligger 459 meter över havet och antalet invånare är 1 774.
Terrängen runt Belvis de la Jara är kuperad åt sydost, men åt nordväst är den platt. Runt Belvis de la Jara är det glesbefolkat, med 11 invånare per kvadratkilometer. Närmaste större samhälle är Calera y Chozas, 14,2 km norr om Belvis de la Jara. Trakten runt Belvis de la Jara består till största delen av jordbruksmark.